# 全国人民代表大会
中华人民共和国全国人民代表大会，简称全国人民代表大会、全国人大，是《中华人民共和国宪法》规定的中华人民共和国最高国家权力机关，是中华人民共和国国家立法机关。
中华人民共和国采取议行合一制度，人民代表大会的法律地位高于行政机关与司法机关，权力地位类似于议会至上制度。全国人大行使职权：修改宪法；监督宪法的实施；立法权；任免权；重大事项决定权；监督权。全国人大会议闭会时，则由其产生的全国人民代表大会常务委员会作为常设立法机关，代为行使其大部分职权。全国人大常委会与国家主席联合行使国家元首职权。
根据《中华人民共和国宪法》和《中华人民共和国全国人民代表大会和地方各级人民代表大会选举法》等法律的规定，各级人民代表大会实行民主集中制。全国人民代表大会代表由中国内地各省、自治区、直辖市人民代表大会和各特别行政区选举委员会间接选举产生，全国人大常委会则由全国人大会议选举产生，任期均为五年。第一届全国人大于1954年召开，现任的第十四届全国人大代表于2023年3月就职。目前，全国人大的全体会议一般在每年3月召开。
全国人大与全国政协并称为“全国两会”。全国人大及其常委会分别在人民大会堂一楼的万人大礼堂和二楼的常委会会议厅召开会议。

## 历史
在中华人民共和国建国后到行宪前的数年时间里，根据《中国人民政治协商会议共同纲领》，中华人民共和国采取一院制，中国人民政治协商会议代行最高国家权力机关职权，中央人民政府委员会代行最高国家机关的常设机关职权，集行政、立法等权限于一身。
而到1954年第一届全国人民代表大会第一次会议在北京召开，该届人大成为中华人民共和国历史上首届法定国会。在该次会议所通过的宪法中，全国人大的结构承袭了《政协宪草》和《中国人民政治协商会议共同纲领》的框架，也借鉴了苏联的最高苏维埃和孙中山五权宪法中的国民大会形式，即组成一个多达数千人的全国人大，并由其产生一个常设机关在平时承担工作。1954年宪法规定：“全国人民代表大会是行使国家立法权的唯一机关”，全国人民代表大会常务委员会只有“解释法律”和“制定法令”的权力。但是，由于全国人民代表大会代表人数多且非专职，也就不便于经常开会，每年一般只召开一次会议，会期也不能过长。为了使最高国家权力机关充分发挥作用，保证国家机器正常有效运转，1955年的第一届全国人民代表大会第二次会议和1959年的第二届全国人民代表大会第一次会议分别通过决议，授权全国人大常委会在全国人大闭会期间，行使立法权，制定单行法规和修改法律。才使得全国人大常委会的职权得到了扩大。
1955年，一届全国人大二次会议通过了第一个五年计划，成为全国人大会议通过的首个经济法案和首个五年计划。
值得一提的是，在1959年之前，中央人民政府委员会和全国人民代表大会常务委员会均无固定的会议场所，中央人民政府委员会和人大常委会不得不以中南海怀仁堂作为会议议场，并从1949年至1959年在此议事。1958年夏天，人民大会堂成为了为庆祝国庆十周年而提出的北京十大建筑的首位。1959年9月24日，人民大会堂落成，并于1960年3月30日二届全国人大二次会议召开时启用。
然而，到了随后的文化大革命时期，由于政局混乱，全国人大及其常委会都甚少召开会议，人大常委会处于事实上的停摆状态。在这期间，由于委员长朱德和第一副委员长董必武相继去世，而使得中国国民党革命委员会党籍的副委员长宋庆龄代行全国人大常委会委员长职权，成为担任这一职务的首位女性，加上当时废除了国家主席职务，使她成为首位担任中华人民共和国国家元首的女性。
文革结束后的1980年，经全国人大决定，正式成立了由叶剑英、宋庆龄和彭真主持，包含民主党派、社团团体主要负责人和法学家在内的“中华人民共和国宪法修改委员会”，负责修改订立新宪法。在修宪讨论过程中，宪法修改委员会秘书长胡乔木曾提出将全国人大代表的数量削减至1000人，于全国人大下设立两个院，各500人，使全国人大成为常设机构，以改变人大“橡皮图章”的印象。另有委员提出，仿效苏联最高苏维埃设立联盟院和民族院的制度，“按地区产生的代表组成一院，按行业界别产生的代表组成另一院”。而以邓小平和叶剑英为首的反对者认为，“如果两家意见不一致，协调起来非常麻烦，运作很困难”。最终双方达成折衷，将全国人民代表大会常务委员会的职权大为扩大，使之成为常设立法机关，有权制定绝大部分法律和审议应当由全国人大批准的法律。
在1954到1982年的很长一段时期，全国人大及其常委会审议法律草案，没有明确一定的审议程序，有些法律草案甚至在常委会举行会议的前一天才送来，就要求该次会议通过，全国人大和常委会没有时间进行认真研究与审议。这种情况一再发生。随着1982年宪法将“全国人大和它的常委会共同行使国家立法权”纳入法条，议事的不规范和流于形式也引起了当时委员长彭真的注意。
1983年3月，根据委员长彭真的提案，委员长会议通过了关于规范议事程序的决议，全国人大常委会的三审程序正式确立，此后全国人大会议所通过的决议案也由全国人大常委会三读提交表决，实际上增强了人大常委会在立法事务上的发言权。1983年9月2日，第六届全国人大常委会第二次会议经过第二次审议，表决通过了《中华人民共和国海上交通安全法》。这是中国首部经过一次以上审议颁布出台的法律案。1986年3月，六届全国人大常委会第十五次会议又首次采用电子表决器进行表决，使得法案表决更为程序化。而在1987年，全国人大常委会更是将三审程序列入了议事规则。2000年制定的《中华人民共和国立法法》又进一步规定：“列入常委会会议议程的法律案，一般应当经三次审议后再交付表决”。
1980年9月，170多名北京代表团全国人大代表在五届全国人大三次会议上，就中华人民共和国成立以来，投资最大的“上海宝钢工程建设问题”向冶金工业部提出质询。这成为全国人大历史上第一起质询案，标志着全国人大质询制度的正式确立。
1985年4月，第六届全国人大第三次会议通过《全国人民代表大会关于授权国务院在经济体制改革和对外开放方面可以制定暂行的规定或者条例的决定》，人大因此授权国务院可以对相关方面制定暂行规定或者条例。这实际上使得国务院常务会议可以通过颁行“暂行条例”的方式绕过人大常委会进行税收政策调整和征收新税。
在2000年通过的立法法第九条对此作出进一步规定，“尚未制定法律的，全国人民代表大会及其常务委员会有权作出决定，授权国务院可以根据实际需要，对其中的部分事项先制定行政法规，但是有关犯罪和刑罚、对公民政治权利的剥夺和限制人身自由的强制措施和处罚、司法制度等事项除外。”而2015年修订的立法法第十条提出，“授权的期限不得超过五年，但是授权决定另有规定的除外。”使得全国人大常委会回收了批准税收的权力。
中共十八大後，中共中央全面加强对人大工作的领导，首次召开中央人大工作会议，部署推进立法和人大工作事项。

## 职权
根据《中华人民共和国宪法》第六十二条的规定，全国人民代表大会行使下列职权：
1. 修改宪法；
2. 监督宪法的实施；
3. 制定和修改刑事、民事、国家机构的和其他的基本法律；
4. 选举中华人民共和国主席、副主席；
5. 根据中华人民共和国主席的提名，决定国务院总理的人选；根据国务院总理的提名，决定国务院副总理、国务委员、各部部长、各委员会主任、审计长、秘书长的人选；
6. 选举中央军事委员会主席；根据中央军事委员会主席的提名，决定中央军事委员会其他组成人员的人选；
7. 选举国家监察委员会主任；
8. 选举最高人民法院院长；
9. 选举最高人民检察院检察长；
10. 审查和批准国民经济和社会发展计划和计划执行情况的报告；
11. 审查和批准国家的预算和预算执行情况的报告；
12. 改变或者撤销全国人大常委会不适当的决定；
13. 批准省、自治区和直辖市的建置；
14. 决定特别行政区的设立及其制度；
15. 决定战争和和平的问题；
16. 应当由最高国家权力机关行使的其他职权。

根据宪法第六十三条，全国人民代表大会有权罢免下列人员：
1. 中华人民共和国主席、副主席；
2. 国务院总理、副总理、国务委员、各部部长、各委员会主任、审计长、秘书长；
3. 中央军事委员会主席和中央军事委员会其他组成人员；
4. 国家监察委员会主任；
5. 最高人民法院院长；
6. 最高人民检察院检察长。

## 规章制度
中华人民共和国宪法第五十七条规定“中华人民共和国全国人民代表大会是最高国家权力机关”。第八十五条还规定，“中华人民共和国国务院，即中央人民政府，是最高国家权力机关的执行机关，是最高国家行政机关。”第一百二十六条、第一百三十三条、第一百三十八条另外规定，国家监察委员会、最高人民法院、最高人民检察院三大机关“对全国人民代表大会和全国人民代表大会常务委员会负责。”同时，全国人大还拥有对其常委会“不适当的决定”的撤销权。因此，在中国的宪法框架中，各级国家机关最终都应向全国人大负责，不存在行政、立法、监察、司法机关制衡全国人大的情形。

### 立法权和决定权

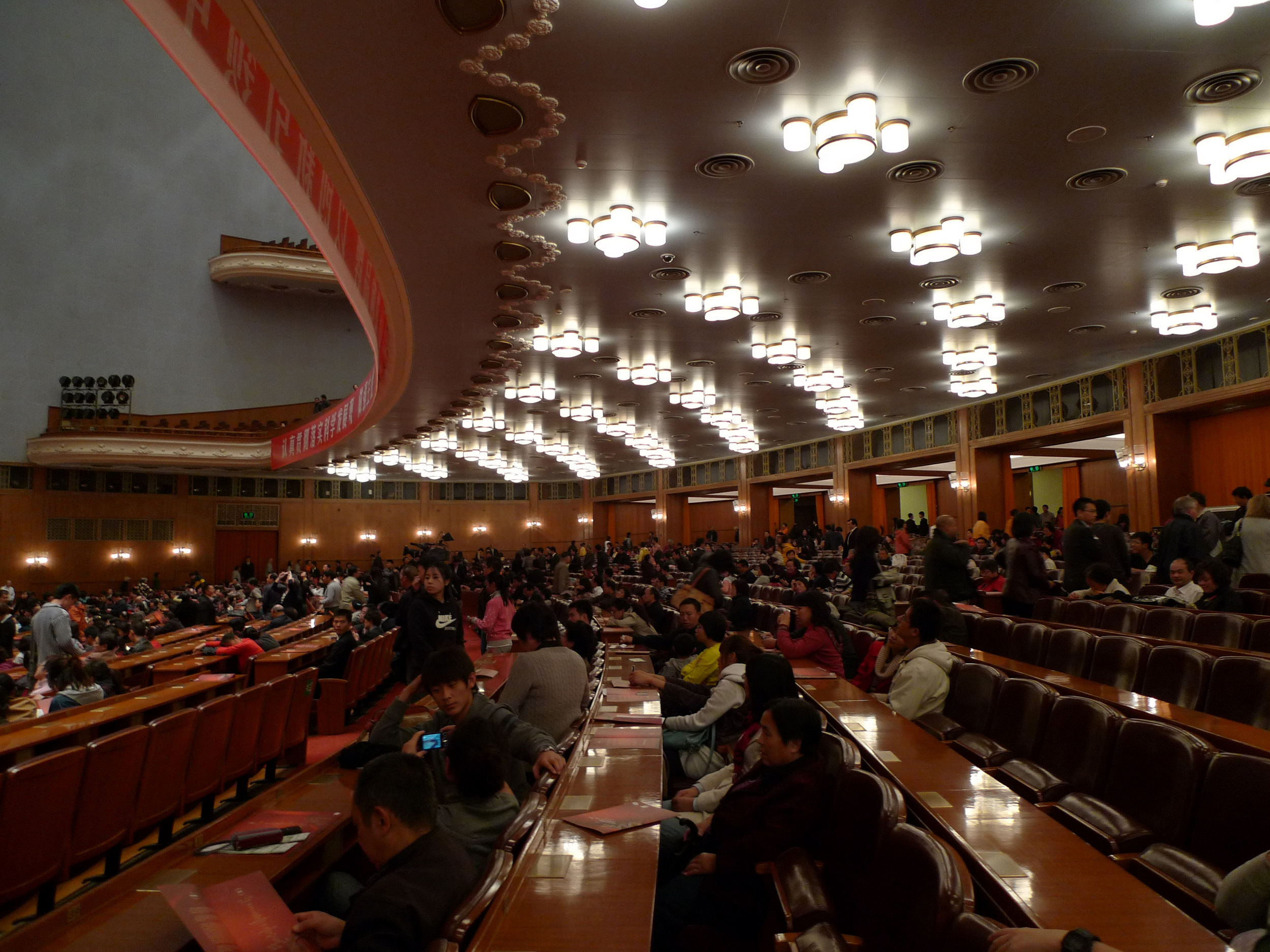
对公众开放时的全国人大议场

依据《宪法》等法律，任何法律都需经全国人大或其常委会通过，并由国家主席签署主席令公布才形成法律效力。全国人大有权颁布和修改刑法、民法、刑事诉讼法、民事诉讼法、选举法、特别行政区基本法等基本法律和其他一般法律。同时，全国人大具有修改中华人民共和国宪法的权限。根据宪法的规定，修宪须经三分之二以上多数代表的通过。
在实践中，全国人大会议所表决的重大法案一般是经过全国人大常委会的三审后由常委会或有关部门提交。

### 任免权

1954年的第一届全国人民代表大会第一次会议上，毛泽东和周恩来正在填写选票。二人稍后以全票当选首任中华人民共和国主席和中华人民共和国国务院总理

全国人大有权选举产生中华人民共和国的其他中央国家机构，包括行政（国务院）、监察（国家监察委员会）、司法（最高人民法院、最高人民检察院）、军事（国家中央军事委员会）机关和常设立法机关（全国人大常委会），也同时产生作为国家元首的国家主席、副主席。
一般而言，全国人大选举国家正副主席是经中共全国人大常委会党组根据中共中央的建议提交提名，由全国人大主席团审议并过半数通过取得正式提名，最终由全国人大选举产生。国务院总理则由国家主席提名，大会全会以绝对多数同意任命即可。全国人大选举国家机关往往在该届全国人大的第一次会议进行。
根据《中华人民共和国全国人民代表大会组织法》第十五条，“全国人民代表大会三个以上的代表团或者十分之一以上的代表，可以提出对于全国人民代表大会常务委员会的组成人员，中华人民共和国主席、副主席，国务院和中央军事委员会的组成人员，最高人民法院院长和最高人民检察院检察长的罢免案，由主席团提请大会审议。”根据宪法的规定，大会以三分之二多数通过即可定案。
而在“文化大革命”时期，由于政治局面混乱。1968年中共八届十二中全会后，时任国家主席的刘少奇未经全国人大的罢免程序即被开除一切职务，标志着全国人大的任免制度崩溃。

### 监督权
宪法第十六条则规定，“在全国人民代表大会会议期间，一个代表团或者三十名以上的代表，可以书面提出对国务院和国务院各部、各委员会的质询”。

## 运作
全国人大的运作主要由《中华人民共和国宪法》、《中华人民共和国全国人民代表大会组织法》、《中华人民共和国立法法》和《中华人民共和国全国人民代表大会议事规则》等法律规定。

### 会期
根据《中华人民共和国全国人民代表大会组织法》等法律，全国人大会议每年举行一次，由全国人大常委会召集。如果全国人大常委会认为必要，或者有五分之一以上的全国人大代表提议，可以临时召集全国人大会议。
至今没有通过正式决议以推迟选举、延长全国人大任期的例子，也没有召集过临时全国人大会议。只有2020年的十三届全国人大三次会议因2019新型冠狀病毒疫情推迟召开。
全国人民代表大会常务委员会在全国人大闭会时行使职权。全国人民代表大会常务委员会会议一般每两个月举行一次。

### 常委会专题询问
全国人大常委会除审议法案时所进行的提案一读质询和委员的书面质询外，还会召开联组会议进行专题询问来监督政府行政。进行专题询问时，人大常委会会议由二楼的议事厅移至三楼的金色大厅举行。
“专题询问”是全国人大常委会一段让委员提问政府阁员的时间，国务院副总理、国务委员和各部部长、各委员会主任等国务院高级官员以及最高人民法院、最高人民检察院的负责人都应当在全国人大常委会备询。自2010年6月该制度设置以来专题询问在常委会会议时举行，每次询问大约历时三小时，双方一问一答。“专题询问”一般会就个别法律的实施情况进行，主题多围绕近期所发生的某些重大事件、伤亡事故或引起社会关注、亟待改善的社会现状展开。
在这些专题询问中，委员所问的问题，必须围绕该官员在所属政府部委的活动，官员也被要求就问题具体作答并提出对策。在回答结束后，被询问的部长还应当对问题的解决情况向委员进行书面通报。
进行专题询问时，除全国人大常委会委员全体出席外，个别不兼任全国人大常委会委员的全国人大代表有时也会被邀请出席并提出问题。

### 审议
依据《宪法》，任何法律都需经由全国人大及其常委会通过，并由国家主席签署主席令公布才形成法律效力。
根据《中华人民共和国全国人民代表大会议事规则》规定，法案可由主席团提出，或由国务院、中央军事委员会、最高人民法院、最高人民检察院、全国人民代表大会各专门委员会和各代表团提案，十名以上全国人大代表也可连署提出法案。其中，人事任免案必须由其所属国家机关或主席团提出。
法案提出后，首先由全国人大常委会三审。由全国人大常委会会议决定常委会会议议程。委员长会议可以将法案先交有关的专门委员会审议、提出报告，再决定列入全国人大常委会会议议程，亦有权投票驳回上述机关提案。委员长会议驳回议案应向大会全会及提案人说明原因。
列入常委会会议议程的法律案需经审议（三审表决）后再交付表决。
依据《中华人民共和国立法法》第二十九条规定，经委员长会议列入议程后的法案，由常务委员会会议审议（常务委员会会议第一次审议法案，即一审），提案人说明议案内容，并经分组会议进行初步审议修正议案条文。一般会由相关部门的部长接受常委会的质询。一读完成后，全国人大法律委员会将就法律草案修改情况和主要问题进行汇报（二审），并由分组会议进一步审议。最后将会听取法律委员会关于法律草案审议结果的报告（三审）。
常委会在三审期间就法案不能达成一致的，应召集联组会议及常委会会议进一步讨论，或邀请有关人士和专家学者举行听证会。达成一致后送交全体会议表决。仍未达成一致的，延期审议、退回专门委员会审议或终止审议。
列入常务委员会会议议程的法律案，在常务委员会会议每次审议后，均会将法律草案及其起草、修改的说明等在中国人大网或中国政府法制信息网公布，向社会公开征求意见。
列入常委会会议议程的议案，在交付表决前，提案人要求撤回的，经委员长会议同意，对该议案的审议即行终止。
全国人大常委会经审议达成一致的，表决决定提请全国人民代表大会审议，由常务委员会向大会全体会议作说明，或者由提案人向大会全体会议作说明。
大会全体会议听取提案人的说明后，由各代表团进行审议。法律草案修改稿经各代表团审议，由法律委员会根据各代表团的审议意见进行修改，提出法律草案表决稿，由主席团提请大会全体会议表决，由全体代表表决。
全国人大会议在三审期间就法案不能达成一致的，应召集大会会议进一步讨论，达成一致后送交全体会议表决。仍未达成一致的，退回常委会审议。

### 表决
在审议权限方面，全国人大会议只审议特别重大的法案，其他法案则由全国人大常委会审议表决。在法案草案的提案阶段，全国人大会议主席团和全国人大常委会委员长会议依照职能有权依据法律案、议案的草案是否成熟或是争议较多出现难以表决通过的情况时驳回法律案、议案的草案。
在法律案、议案的草案立法三审阶段需经过专门委员会的内部所在专门委员会委员审议修改环节、对外立法听证环节（包括有行业专家参与的座谈会、论证会和听证会等进行意见征求）、在网上征求所有公民意见的草案网上公示环节；需经过两次以上的全国人大常委会审议，在全国人大常委会会议审议时，常委会委员将在长达6天时间来分组审议法律案、议案的草案，而在此之前法律案、议案的草案的文本需在会议前三十天内到达委员手中；当遇到重大法律案、议案的草案时全国人大常委会会将已经审议过的草案提请全国人大进行审议，同样，草案文本会在会议前三十天内到达全国人大代表手中，全国人大代表将在长达8天时间来分组审议法律案、议案的草案，各代表团审议的意见将汇总给全国人大专门委员会进行修改后交由大会主席团进行审议并由主席团决定草案是否进入表决阶段或发回全国人大常委会继续审议。
全国人大审议法律案，一般经过一次会议审议后即交付表决。法律案在审议中有重大问题需要进一步研究的，经主席团提出，由大会全体会议决定，可以授权常委会进一步审议，作出决定，并将决定情况向全国人大下次会议报告；也可以授权常委会根据代表的意见进一步审议，提出修改方案，提请全国人大下次会议审议决定。
表决时，全国人大会议采取简单多数制，即过半数代表投赞成票，方可通过法案。

## 组织机构

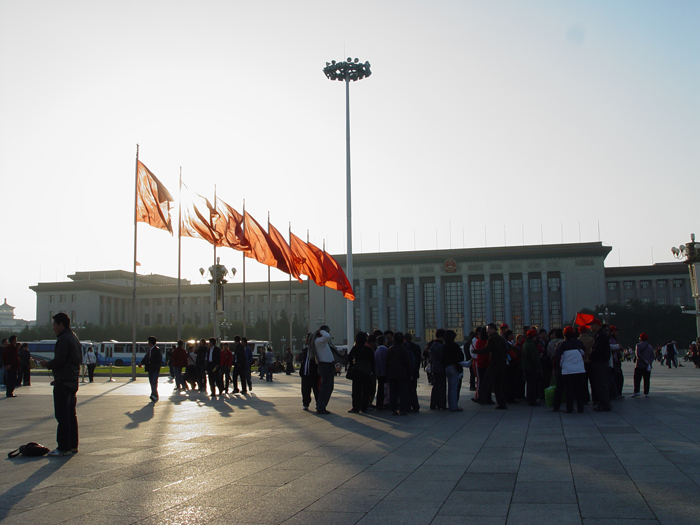
人民大会堂门前的红旗

全国人大及常委会行使中华人民共和国国家立法机关职能。其组织系统由主席团、各专门委员会和全国人大常委会组成。主席团执行主席主持全国人大会议和主席团会议。

### 会议主席团和秘书处
根据《中华人民共和国全国人民代表大会组织法》第五条第一款的规定，“全国人民代表大会每次会议举行预备会议，选举本次会议的主席团和秘书长，通过本次会议的议程和其他准备事项的决定。”
根据《中华人民共和国宪法》第六十一条第二款：“全国人民代表大会举行会议的时候，选举主席团主持会议。全国人民代表大会主席团不设主席团主席，实行集体领导制，确定全国人民代表大会的会议详细日程并召集、主持全国人民代表大会的全体会议。根据《中华人民共和国全国人民代表大会组织法》第六条：“主席团主持全国人民代表大会会议。主席团互推若干人轮流担任会议的执行主席。主席团推选常务主席若干人，召集并主持主席团会议。”
现任全国人大主席团常务主席为赵乐际、李鸿忠、王东明、肖捷、郑建邦（中国国民党革命委员会）、丁仲礼（中国民主同盟）、郝明金（中国民主建国会）、蔡达峰（中国民主促进会）、何维（中国农工民主党）、武维华（九三学社）、铁凝、彭清华、张庆伟、洛桑江村（藏族）、雪克来提·扎克尔（维吾尔族）、刘奇。
全国人民代表大会的每次会议设立秘书处，在全国人民代表大会该次会议秘书长领导下工作。全国人民代表大会的每次会议设副秘书长若干人。副秘书长的人选由全国人民代表大会主席团决定。现任全国人大全体会议秘书长为李鸿忠。

### 专门委员会
根据《中华人民共和国宪法》规定，全国人民代表大会下设若干专门委员会。除了在文化大革命期间召开的第四届全国人大没有设立外，其他历届人大会议都设有专门委员会。其中，第一至五届设有民族、法案、预算、代表资格审查等四个委员会；第六届设有六个专门委员会（包括民族、法律、财政经济、教育科学、文化卫生、外事、华侨）；第七届增设内务司法委员会；第八届增设环境与资源保护委员会；第九届增设农业与农村委员会；第十三届增设社会建设委员会，将内务司法委员会更名为监察和司法委员会，将法律委员会更名为宪法和法律委员会。
这些专门委员会虽然不具有权力机关的性质；但是，在权力机关的领导下，承担某种专门任务。在全国人民代表大会闭会期间，各专门委员会受全国人民代表大会常务委员会的领导。各专门委员会在全国人民代表大会和全国人民代表大会常务委员会领导下，研究、审议和拟订有关议案。
根据《中华人民共和国宪法》第七十条，《中华人民共和国全国人民代表大会组织法》第二十七条、第二十八条、第三十五条，《第十四届全国人民代表大会第一次会议关于设立第十四届全国人民代表大会专门委员会的决定》，第十四届全国人民代表大会设置下列专门委员会：
| 委员会名称             | 主任委员 | 组成人数 |
| ---------------------- | -------- | -------- |
| 民族委员会             | 巴音朝鲁 | 28       |
| 宪法和法律委员会       | 信春鹰   | 19       |
| 监察和司法委员会       | 杨晓超   | 20       |
| 财政经济委员会         | 钟 山    | 25       |
| 教育科学文化卫生委员会 | 雒树刚   | 33       |
| 外事委员会             | 娄勤俭   | 21       |
| 华侨委员会             | 于伟国   | 19       |
| 环境与资源保护委员会   | 鹿心社   | 27       |
| 农业与农村委员会       | 杜家毫   | 23       |
| 社会建设委员会         | 杨振武   | 26       |

### 人大代表团
根据《中华人民共和国全国人民代表大会组织法》第四条，全国人民代表大会代表按照选举单位组成代表团。各代表团分别推选代表团团长、副团长。目前，各省、自治区、直辖市、特别行政区都设立了代表团，另有解放军代表团。目前，全国人大共有35个代表团，包括未实际统治的台湾省也拥有代表团。而各省、自治區、直轄市的代表团团长通常为该省人大常委會主任或省内主要官员。
根据《全国人大组织法》第四条还载明，代表团在每次全国人民代表大会会议举行前，讨论全国人民代表大会常务委员会提出的关于会议的准备事项；在会议期间，对全国人民代表大会的各项议案进行审议，并可以由代表团团长或者由代表团推派的代表，在主席团会议上或者大会全体会议上，代表代表团对审议的议案发表意见。

## 全国人大代表
根据《选举法》第二十九条，省、自治區和直轄市的全国人大代表由相应省級人大间接选举产生。候选人由政党、人民团体，或十人以上联名推荐。中国人民解放军全國人大代表由各大單位分別召開軍人代表大會選舉產生。
香港特別行政區的全國人大代表由在香港特別行政區中的選舉委员会成員選出36名正式代表。澳門特別行政區的全國人大代表由在澳門特別行政區中的的選舉委员会成員選出12名正式代表。全國人民代表大會台灣省代表團由在中国全国各省、自治區、直轄市和中國人民解放軍的台灣省籍人士中通过协商选举产生。
全国人大任期届满的两个月以前，全国人大常委会必须完成下届全国人大代表的选举；如果遇到不能进行选举的非常情况，由全国人大常委会以全体组成人员的三分之二以上的多数通过，可以推迟选举，延长本届全国人大的任期；在非常情况结束后一年内，必须完成下届全国人大代表的选举。
全国人大常委会委员则由全国人大会议选举产生，一般采取同意投票制度，代表可划去任意不满意的人选，并使未划去的委员数少于应选名额，即视为有效票。
根据《人大代表法》第五条，“代表不脱离各自的生产和工作。代表出席本级人民代表大会会议，参加闭会期间统一组织的履职活动，应当安排好本人的生产和工作，优先执行代表职务。”因此，所有的全国人大代表均为兼职，并无固定工资，而只是在进行人大代表工作期间“享受所在单位的工资和其他待遇”。但同时，全国人大代表的活动经费可以经由财政预算报销。
同时，根据人大代表法第四十九条的规定，全国人大代表必须只具有中华人民共和国国籍、未被剥夺政治权利且居住或工作于选区内，不符合规定的代表均会被终止代表资格。而因刑事案件被羁押正在受侦查、起诉、审判或被宣判后正在服刑而未被剥夺政治权利的人大代表，则会被暂时停止执行代表职务。
此外，担任全国人大常委会委员长、副委员长、秘书长和委员的全国人大代表，则不能担任其他国家机关的职务。
包括全国人大代表在内的县级以上人大代表，均拥有司法豁免权和言论免责权。人大代表法第三十一条规定，“代表在人民代表大会各种会议上的发言和表决，不受法律追究。”第三十二条也规定，“县级以上的各级人民代表大会代表，非经本级人民代表大会主席团许可，在本级人民代表大会闭会期间，非经本级人民代表大会常务委员会许可，不受逮捕或者刑事审判。”此外，若人大代表因是现行犯被拘留，执行拘留的机关也应当立即向该级人民代表大会主席团或者人民代表大会常务委员会报告。
人大代表法第三十二条同时规定，“对县级以上的各级人民代表大会代表，如果采取法律规定的其他限制人身自由的措施，应当经该级人民代表大会主席团或者人民代表大会常务委员会许可。人民代表大会主席团或者常务委员会受理有关机关依照本条规定提请许可的申请，应当审查是否存在对代表在人民代表大会各种会议上的发言和表决进行法律追究，或者对代表提出建议、批评和意见等其他执行职务行为打击报复的情形，并据此作出决定。”

### 宪法宣誓
根据全国人大常委会2015年通过、2018年修订的全国人大常委会关于实行宪法宣誓制度的决定，全国人大任命的各主要官员和全国人大专门委员会正副主任委员均需进行宪法宣誓。
|  | 我宣誓：忠于中华人民共和国宪法，维护宪法权威，履行法定职责，忠于祖国、忠于人民，恪尽职守、廉洁奉公，接受人民监督，为建设富强民主文明和谐美丽的社会主义现代化强国努力奋斗！ |

### 目前席位分布
中华人民共和国第十四屆全国人民代表大会共有2977名代表，由第十四届全国人民代表大会代表选举产生。由于全国人民代表大会及其常务委员会并无明显党派色彩，因而以下党派分布仅供参考。
| 党派                       | 党派                       | 全国人大代表数 | 常委会委员数 | 委员长会议成员数 |
| -------------------------- | -------------------------- | -------------- | ------------ | ---------------- |
| 执政党(总计)               | 执政党(总计)               |                | 105          | 10               |
|                            | 中国共产党                 |                | 105          | 10               |
| 民主党派和无党派人士(总计) | 民主党派和无党派人士(总计) |                | 49           | 6                |
|                            | 中国国民党革命委员会       | 41             | 5            | 1                |
|                            | 中国民主同盟               | 55             | 8            | 1                |
|                            | 中国民主建国会             | 44             | 3            | 1                |
|                            | 中国民主促进会             | 54             | 6            | 1                |
|                            | 中国农工民主党             | 60             | 4            | 1                |
|                            | 中国致公党                 | 39             | 3            | 0                |
|                            | 九三学社                   | 61             | 4            | 1                |
|                            | 台湾民主自治同盟           | 13             | 3            | 0                |
|                            | 无党派人士                 |                | 13           | 0                |
| 空缺(总计)                 | 空缺(总计)                 | 52             | 5            | 0                |
| 總數                       | 總數                       | 2977           | 159          | 16               |

香港和澳门的政党政治团体，由于并未在全国范围内登记，因而在代表信息中以无党派列明。以下为香港特别行政区和澳门特别行政区政治团体在全国人大的席位分布，香港特别行政区全国人民代表大会代表共有36名，澳门特别行政区全国人民代表大会代表共有12名。
| 党派                         | 党派                         | 全国人大代表数 | 常委会委员数 |
| ---------------------------- | ---------------------------- | -------------- | ------------ |
| 香港特别行政区政治团体(总计) | 香港特别行政区政治团体(总计) | 16             | 1            |
|                              | 民主建港協進聯盟             | 7              | 1            |
|                              | 香港經濟民生聯盟             | 2              | 0            |
|                              | 香港島各界聯合會             | 2              | 0            |
|                              | 香港工會聯合會               | 1              | 0            |
|                              | 新世紀論壇                   | 1              | 0            |
|                              | 自由黨                       | 1              | 0            |
|                              | 九龍社團聯會                 | 1              | 0            |
|                              | 香港教育工作者聯會           | 1              | 0            |
| 澳門特别行政区政治团体(总计) | 澳門特别行政区政治团体(总计) | 4              | 0            |
|                              | 澳門工會聯合總會             | 1              | 0            |
|                              | 澳門街坊會聯合總會           | 1              | 0            |
|                              | 民眾建澳聯盟                 | 1              | 0            |
|                              | 澳門婦女聯合總會             | 1              | 0            |

### 历届组成人员
- 中国人民政治协商会议全体会议代行全国人民代表大会职权（1949年至1954年）：政协第一届全体会议代表名单
- 第一届全国人民代表大会（1954年至1959年）：代表名单
- 第二届全国人民代表大会（1959年至1964年）：代表名单
- 第三届全国人民代表大会（1964年至1975年）：代表名单
- 第四届全国人民代表大会（1975年至1978年）：代表名单
- 第五届全国人民代表大会（1978年至1983年）：代表名单
- 第六届全国人民代表大会（1983年至1988年）：代表名单
- 第七届全国人民代表大会（1988年至1993年）：代表名单
- 第八届全国人民代表大会（1993年至1998年）：代表名单
- 第九届全国人民代表大会（1998年至2003年）：代表名单
- 第十届全国人民代表大会（2003年至2008年）：代表名单
- 第十一届全国人民代表大会（2008年至2013年）：代表名单
- 第十二届全国人民代表大会（2013年至2018年）：代表名单
- 第十三届全国人民代表大会（2018年至2023年）：代表名单
- 第十四届全国人民代表大会（2023年至2028年）：代表名单

| 屆別     | 代表 總數 | 工人農民 | 工人農民 | 知識份子 | 知識份子 | 幹部 | 幹部   | 解放軍 | 解放軍 | 歸國華僑 | 歸國華僑 | 中共黨員 | 中共黨員 | 民主黨派和 無黨派人士 | 民主黨派和 無黨派人士 | 婦女 | 婦女   | 少數民族 | 少數民族 |
| 屆別     | 代表 總數 | 人數     | 百分比   | 人數     | 百分比   | 人數 | 百分比 | 人數   | 百分比 | 人數     | 百分比   | 人數     | 百分比   | 人數                  | 百分比                | 人數 | 百分比 | 人數     | 百分比   |
| -------- | --------- | -------- | -------- | -------- | -------- | ---- | ------ | ------ | ------ | -------- | -------- | -------- | -------- | --------------------- | --------------------- | ---- | ------ | -------- | -------- |
| 第一屆   | 1226      | 163      | 5.1%     |          |          |      |        | 60     | 4.9%   | 30       | 2.5%     | 668      | 54.5%    | 558                   | 45.5%                 | 147  | 12%    | 177      | 14.4%    |
| 第二屆   | 1226      | 136      | 11.1%    |          |          |      |        | 60     | 4.9%   | 30       | 2.5%     | 708      | 57.8%    | 518                   | 42.2%                 | 150  | 12.2%  | 180      | 14.7%    |
| 第三屆   | 3040      | 384      | 12.6%    |          |          |      |        | 120    | 3.9%   | 30       | 1%       | 1667     | 54.8%    | 1373                  | 45.1%                 | 542  | 17.8%  | 373      | 12.3%    |
| 第四屆   | 2885      | 1475     | 51.6%    | 346      | 12%      | 322  | 11.2%  | 486    | 16.8%  | 30       | 1%       | 2217     | 76.3%    | 238                   | 8.3%                  | 653  | 22.6%  | 270      | 9.4%     |
| 第五屆   | 3497      | 1655     | 47.3%    | 523      | 15%      | 468  | 13.4%  | 503    | 14.4%  | 35       | 1%       | 2545     | 72.8%    | 495                   | 14.2%                 | 740  | 21.2%  | 381      | 10.9%    |
| 第六屆   | 2978      | 791      | 16.6%    | 701      | 23.4%    | 636  | 21.4%  | 267    | 9%     | 40       | 1.3%     | 1861     | 62.5%    | 543                   | 18.2%                 | 632  | 21.2%  | 404      | 13.6%    |
| 第七屆   | 2970      | 684      | 23%      | 697      | 23.4%    | 733  | 24.7%  | 267    | 9%     | 49       | 1.6%     | 1986     | 66.8%    | 540                   | 18.2%                 | 634  | 21.3%  | 445      | 15%      |
| 第八屆   | 2978      | 612      | 20.6%    | 649      | 21.8%    | 842  | 28.3%  | 267    | 9%     | 36       | 1.2%     | 2037     | 68.4%    | 572                   | 19.1%                 | 626  | 21%    | 439      | 14.8%    |
| 第九屆   | 2979      | 563      | 18.9%    | 628      | 21.1%    | 988  | 33.2%  | 268    | 9%     | 37       | 1.25%    | 2130     | 71.5%    | 460                   | 15.4%                 | 650  | 21.8%  | 428      | 14.4%    |
| 第十屆   | 2984      | 551      | 18.5%    | 631      | 21.1%    | 968  | 32.4%  | 268    | 9%     | 38       | 1.3%     | 2178     | 72.9%    | 480                   | 16%                   | 604  | 20.2%  | 415      | 13.9%    |
| 第十一屆 | 2987      |          | 13.4%    |          |          |      |        | 268    | 9%     | 35       | 1.2%     | 2099     | 70.3%    | 888                   | 29.7%                 | 637  | 21.3%  | 411      | 13.8%    |
| 第十二屆 | 2987      |          | 13.4%    |          |          |      | 34.9%  | 268    | 9%     | 35       | 1.2%     | 2157     | 72.2%    | 830                   | 27.8%                 |      | 23.4%  |          | 13.7%    |
| 第十三屆 | 2980      | 468      | 15.7%    |          |          | 1011 | 33.9%  | 269    | 9.0%   | 39       | 1.3%     | 2119     | 71.1%    | 861                   | 28.9%                 | 742  | 24.9%  | 438      | 14.7%    |
| 第十四屆 | 2977      | 497      | 16.7%    |          |          | 969  | 32.6%  | 281    | 9.4%   | 42       | 1.4%     |          |          |                       |                       | 790  | 26.5%  | 442      | 14.9%    |

## 争议
由于全国人大及其常委会的表决结果几乎均为通过甚至常以高票通过，1960至80年代甚至直接以鼓掌来通过议案，否决议案的情形却是少数。偶有代表在公开场合表明将要或已在表决中投下反对票，则会引起舆论关注，甚至有代表从未投过反对票，认为是“忠诚”的体现。
1992年4月7日第七届全国人大表决国务院关于三峡工程的议案，由于信息不透明、没有经过社会讨论且关系到下游居民的生命财产安全，事关重大，创下了全国人大历史上赞成票数最低纪录。在参与表决的2633名人大代表中，以1767票赞成，177票反对，664票弃权，25人未按表决器获得通过，赞成率仅为67%。
同时，虽相对全体表决事件数为极少，省级以下人大也发生过否决工作报告等的事件，被一些媒体认为起到了一定的“警示”作用。
中国《民主与法制时报》认为，“部分人大代表代表意识不强，把当代表视为一份荣誉，当作一项政治待遇，参政意识不强，习惯于开会听听报告，举举手，对大会报告做不到认真审议”，是反对票比例低下的原因。相当一部分网民、境外学者和媒体将全国人大及其常委会称为“橡皮图章”。中国复旦大学中国研究院院长张维为教授认为，“西方对中国人大和政协制度的态度，总体没有太大的变化。比方说，他们现在还是用‘橡皮图章’来形容中国的人大，这说明他们整体上还未能摆脱意识形态的偏见。”并且认为，“这次两会使人进一步感到，我们的人民民主模式基本站住脚了……我们通过广泛的调研和各种民调，了解人民最关心哪些问题，然后在人大、政协进行讨论，形成最大的公约数，并在这个基础上推动问题的解决，推动整个国家的进步。”
2018年3月第十三屆全國人民代表大會第一次會議关于刪除國家主席與副主席「連續任職不得超過兩屆」限制的表決中，在舆论激烈反弹的情况下，仅出现两票反对、三票弃权的结果。当局亦动用大规模删除账号、关键词封杀等强力手段进行言论管控，有媒体认为这是人大橡皮图章的有力证据。
还有反对者认为，两会代表们并不代表某个社会群体或选民群体，他们只是被挑选出来参加两会的个人，不会以某个群体利益代表的身份与上头抗争。两会也从来就不是解决上下矛盾或不同社会群体利益矛盾的场合。